# Extraterrestrial
Extraterrestrial (znany także pod tytułem roboczym The Visitors) − kanadyjski film fabularny z 2014 roku, napisany przez duet The Vicious Brothers oraz wyreżyserowany przez członka tandemu Colina Minihana. Stanowi hybrydę horroru oraz kina science-fiction, skupia się na losach grupy przyjaciół atakowanych przez kosmitów. W filmie w rolach głównych wystąpili Brittany Allen, Freddie Stroma, Melanie Papalia, Gil Bellows i Michael Ironside. Światowa premiera projektu odbyła się 18 kwietnia 2014 podczas Tribeca Film Festival w Nowym Jorku. 17 października tego roku film został wydany w serwisach VOD. Odbiór obrazu przez krytyków był mieszany.

## Obsada
- Brittany Allen − April
- Freddie Stroma − Kyle
- Melanie Papalia − Melanie „Mel"
- Jesse Moss − Seth
- Anja Savcic − Lex
- Gil Bellows − szeryf Murphy
- Michael Ironside − Travis
- Sean Rogerson − zastępca szeryfa Mitchell
- Emily Perkins − Nancy

## Nagrody i wyróżnienia
- 2014, Nocturna Madrid International Fantastic Film Festival − Official International Competition:
  - nagroda Nocturna w kategorii najlepsze efekty specjalne[3]